# Agrostis alba
Agrostis alba é uma espécie de gramínea do gênero Agrostis, pertencente à família Poaceae.